# Al Aziziyah
Al Aziziyah (in arabo العزيزية) è una stazione della metropolitana di Doha, capolinea occidentale della linea Oro.

## Storia
La stazione è stata aperta al pubblico il 21 novembre 2019, insieme al resto della prima fase della linea.

## Servizi
La stazione dispone di:
- Biglietteria automatica
- Servizi igienici
- Sala preghiera

## Interscambi
La stazione è servita dalla rete autobus gestita da Mowasalat e dalla rete autobus metrolink.
- Fermata autobus